# 新北市區公車575路線
新北市區公車575路線目前由台北客運營運，起點為捷運永寧站，終點為南天母。

## 簡介
- 原新北市區公車F607路線新北市新巴士土城假日免費休閒公車永寧線[4]。
- 2020年1月1日起，改為新北市575公車，並開始收費。[5][6]

## 歷代用車

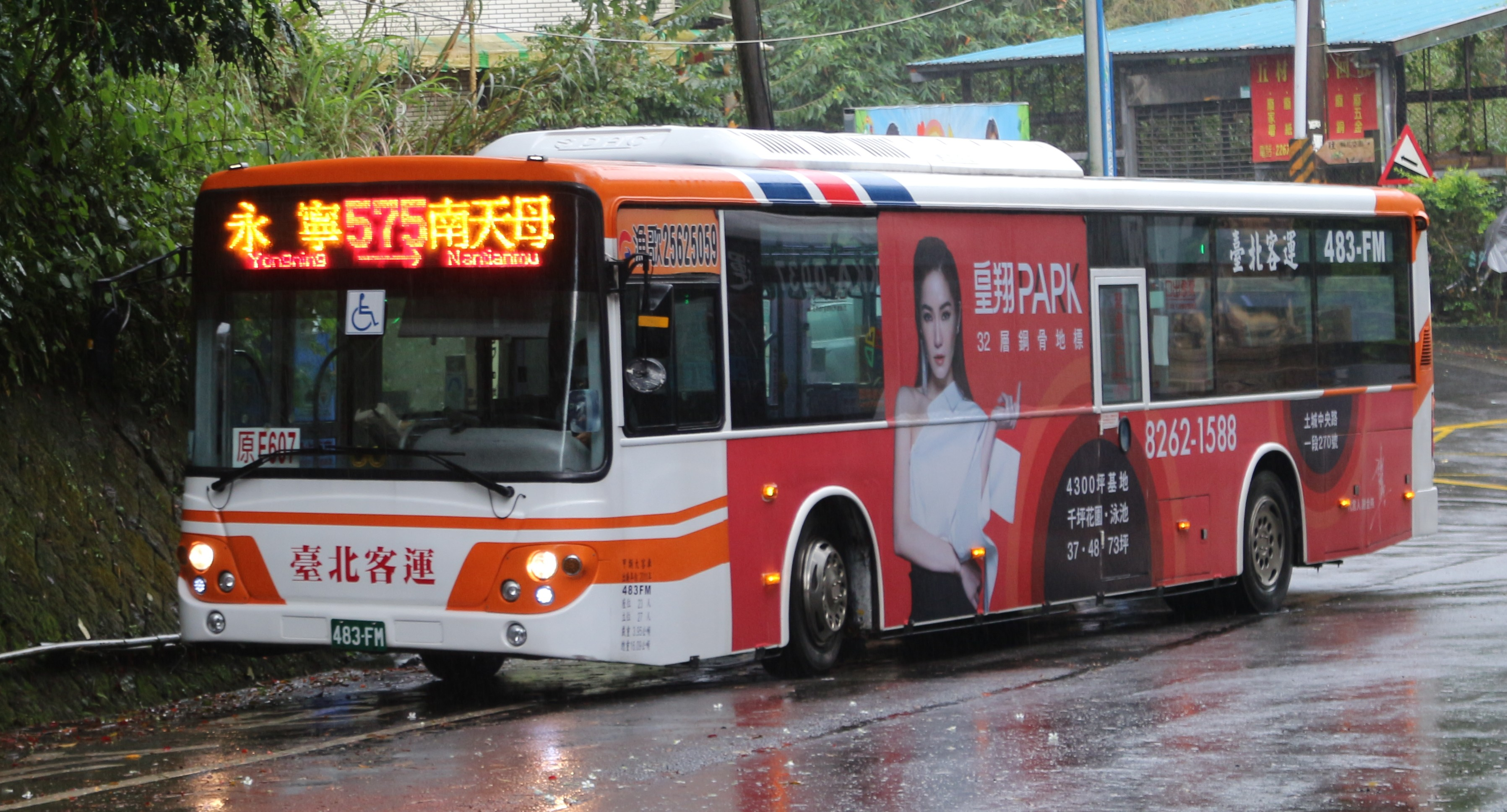
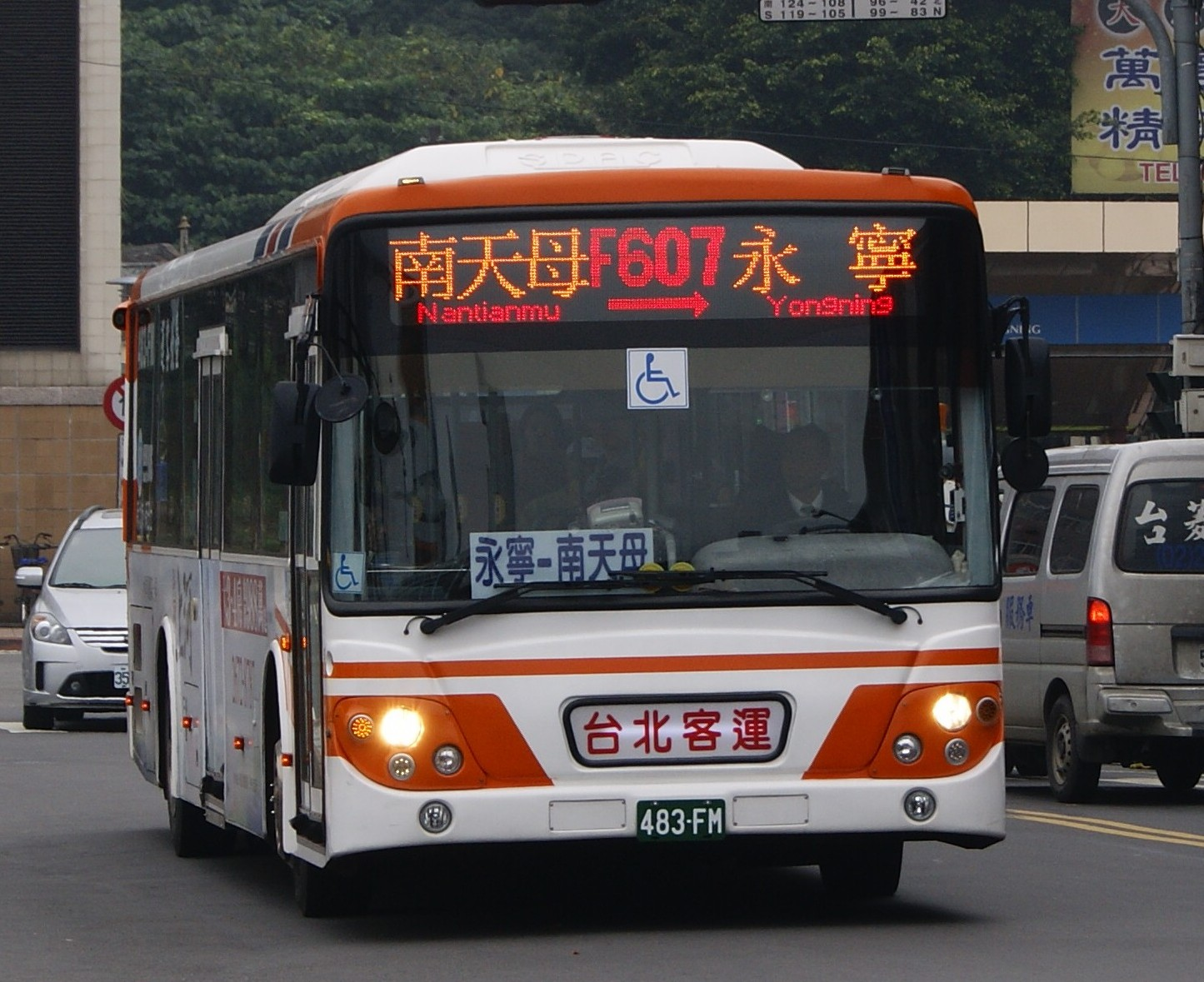

## 外部連結
- 台北客運 （页面存档备份，存于）
- 大臺北公車575 （页面存档备份，存于）
- 暢行台北公車客運資訊站的Facebook專頁